# Crossfire (comics)
Pour les articles homonymes, voir Crossfire et Cross.
Crossfire est un super-vilain de Marvel Comics, créé par Steven Grant et Jim Craig. Il est apparu pour la première fois dans Marvel Two-in-One no 52. Il est le cousin de Darren Cross.

## Origine
William Cross était un expert en interrogatoire de la CIA. Il monta ses propres opérations, en tant qu'agent double, vola la technologie inventée par son amante et fit croire à sa mort. Cela lui coûta son œil et son oreille gauches, qu'il remplaça avec des prothèses cybernétiques. Il devint alors un agent freelance, sous le nom de Crossfire.
Il affronta au début de sa carrière La Chose et Moon Knight (son ancien collègue).
Vaincu, il rebâtit son projet sous la couverture de l'entreprise Cross Technological Enterprises (C.T.E.) fondée par son cousin, Darren Cross. Il rencontra sur sa route le couple de super-héros Clint Barton et Oiseau moqueur qui firent échouer son plan de lobotomie de masse.
Décidé à se venger, il tenta de les tuer mais fut arrêté et capturé par Captain America. Il réussit toutefois à s'enfuir et devint l'ennemi juré de l'archer. Crossfire fut de nouveau vaincu et emprisonné à la Voûte. Peu après son transfert au Raft, il s'échappa grâce à Electro et fonda une courte alliance avec le Mandrill, Mister Fear et le Corrupteur, jusqu'à ce qu'il soit de nouveau capturé par le SHIELD.

### Dark Reign
À sa sortie de prison, Cross rejoignit le Syndicat de The Hood.

## Pouvoirs
- Cross est un excellent combattant au corps à corps, entraîné pour tuer. C'est un tireur d'élite.
- Il connait de nombreuses techniques d'espionnage, d'infiltration et d'interrogation.
- Ses armes de prédilection sont les armes à feu (comme les fusils de précision) et l'explosif.
- Il utilise parfois certaines techniques de lavage de cerveau.
- Son œil et son oreille gauches ont été remplacés par des prothèses cybernétiques, améliorant alors son audition et sa vue. Son œil perçoit l'infrarouge et son oreille les ondes radio.
- Il porte un costume en kevlar et de nombreux gadgets (réserve d'oxygène, équipement de surveillance, appareil à ultrason, armes de poing...).

## Apparition dans d'autres médias

### Série télévisée
- 2010-2012: Avengers l'équipe des super héros